# Mathias Herrmann
Mathias Herrmann (Friedberg, 16 luglio 1962) è un attore tedesco.

## Biografia
È conosciuto in Italia per aver interpretato l'avvocato Johannes Voss in 34 episodi della serie Un caso per due dalla puntata 149 alla 182 e il procuratore Thomas Sander in 8 episodi della serie Squadra Speciale Cobra 11.

## Filmografia parziale

### Cinema
- John Rabe, regia di Florian Gallenberger (2009)

### Televisione
- Tatort - serie TV, 5 episodi (1987-2008)
- Un caso per due - serie TV, 34 episodi (1997-2000)
- Squadra Speciale Cobra 11 - serie TV, 1 episodio (2006)
- La nave dei sogni - serie TV, 2 episodi (2007-2011)
- Sotto il cielo di Roma - serie TV, (2010)
- Marie Brand - serie TV, (2012)
- In aller Freundschaft - serie TV, (2013-2014)
- Squadra Speciale Lipsia - serie TV, (2014) 1 episodio
- Squadra Speciale Cobra 11 - serie TV, 8 episodi (2015)
- Il commissario Schumann - serie TV, 1 episodio (2015)